# 余懋衡
余懋衡（1561年—1629年），字持國，一字平伯，號少原，直隸徽州府婺源縣人，明朝政治人物。

## 生平
萬曆十九年（1591年）辛卯科順天鄉試舉人。萬曆二十年（1592年）聯捷壬辰科第三甲第二百十名進士，工部觀政，授江西永新知县。二十六年徵為山西道监察御史。三十年巡视节慎库，三十一年巡视中城，本年长芦巡盐，三十三年陕西巡按，三十六年丁憂。四十年起河南道掌印御史，四十一年升大理寺右寺丞。
天啓元年（1621年）起大理寺丞，二年三月升本寺左少卿，四月升都察院右佥都御史、协理京营戎政，十一月升左副都御史、协理院事，三年升兵部右侍郎，八月陪推南京吏部尚書時被点用，力辭新命，引疾歸。明年十月再授前職。懋衡以魏忠贤勢力方張，堅臥不起。阉党御史张讷弹劾孙慎行、冯从吾、余懋衡为书院讲学三大头目，遂被削奪为民。崇禎初，復其官。

## 家族
曾祖余煒；祖父余基，卫经历；父余世安。從兄余懋學。

## 延伸阅读
[在维基数据编辑]
 《明史卷二百三十二》，出自《明史》